# Johann Georg Stockmar
Johann Georg Stockmar (* 1700; † 1759 in Pirmasens) war ein deutscher Hofjagdmaler am Darmstädter Hof.

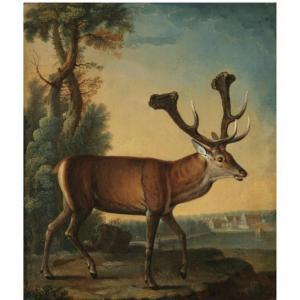
Hirsch vor Schloss Kranichstein

## Leben und Werke
Johann Georg Stockmar stammte aus Sachsen. Sein Sohn Johann Jakob Stockmar wurde bei Ludwig IX. (Hessen-Darmstadt) ebenfalls Hofmaler, gab dieses Metier jedoch auf, als sein Landesherr gestorben war.
Viele Werke Stockmars, etwa Ansicht des Bingenheimer Forsthauses, Ansicht des Jägersburger Rondells, Ansicht der Kleudelburg bei Battenberg, Ansicht von Neujägersdorf, Ansicht des Jagdhauses Katzenbach, Ansicht des Griesheimer Jagdlusthaues und Ansicht des Heidenhäuschens bei Liederbach befinden sich heute im Museum Jagdschloss Kranichstein.